# Papillacarus gueyeae
Papillacarus gueyeae är en kvalsterart som först beskrevs av Pérez-Íñigo 1989.  Papillacarus gueyeae ingår i släktet Papillacarus och familjen Lohmanniidae. Inga underarter finns listade i Catalogue of Life.